# 480
سنة 480 م (بالأرقام الرومانية: CDLXXX) كانت سنة كبيسة تبدأ يوم الثلاثاء (الرابط يظهر نموذج الجدول الزمني الكامل للسنة) من التقويم اليولياني. بدأت تسمية السنة ب480 منذ العصور الوسطى المبكرة، عندما أصبح تقويم أنو دوميني هو الأسلوب السائد في أوروبا لتسمية السنوات.

## مواليد
- عبد المطلب بن هاشم
- زرارة بن عدس

## وفيات
- قصي بن كلاب
- يوليوس نيبوس